# Les Sorcières d'Halloween 3
Série Les Sorcières d'Halloween
Les Sorcières d'Halloween 2
(2001) Les Sorcières d'Halloween 4
(2006)
Pour plus de détails, voir Fiche technique et Distribution.
Les Sorcières d'Halloween 3, ou Les Sorcières d’Halloween 3 : Ogres vs humain au Québec, (Halloweentown High) est un téléfilm américain de la collection des Disney Channel Original Movie réalisé par Mark A.Z. Dippé et diffusé en 2004.

## Synopsis
Décidées à prouver au conseil d'Halloweentown que les humains ont changé, la famille Cromwell entreprend d'accueillir, sur terre et pour une année entière, une douzaine d'élèves (ogres, fées et autres loups-garous...) issus de leur monde parallèle. L'enjeu est de taille : si l'essai n'est pas concluant, les sorcières, amies des hommes, se verront en effet retirer tout pouvoir magique...

## Distribution
- Debbie Reynolds (VF : Régine Blaess) : Aggie Cromwell
- Judith Hoag (VF : Anne Rondeleux) : Gwen Piper
- Kimberly J. Brown (VF : Marie-Eugénie Maréchal) : Marnie Piper
- Joey Zimmerman (VF : Alexis Pivot) : Dylan Piper
- Emily Roeske (VF : Kelly Marot) : Sophie Piper
- Lucas Grabeel (VF : David Van De Woestyne) : Ethan Dalloway
- Michael Flynn (VF : Jean-Claude Robbe) : Edgar Dalloway
- Olesya Rulin (VF : Chantal Macé) : Natalie
- Finn Wittrock (VF : Yoann Sover) : Cody
- Clifton Davis (VF : Lionel Henry) : le principal Flannigan
- Todd Michael Schwartzman (VF : Yannick Blivet) : Pete le loup garou
- Clayton Taylor/Jesse Harward (VF : Yann Le Madic) : Chester